# Adamik Tamás
Adamik Tamás (Kecskemét, 1937. augusztus 6. –) magyar klasszika-filológus, rétor, irodalomtörténész, nyelvész, műfordító, egyetemi professzor.

## Élete
Szülővárosában érettségizett 1957-ben. 1966-ban végzett az Eötvös Loránd Tudományegyetem latin–orosz szakán. 1966–1973 között a Tankönyvkiadó idegennyelvi szakértője volt. 1973-tól az ELTE latin tanszékének adjunktusa, docense, 1991-től 2002-ig a latin tanszék tanszékvezető professzora, jelenleg professor emeritusa.
1976-ban a nyelvtudomány kandidátusa, 1989-től doktora.
1982-ben Arisztotelész Rétorikájának fordításáért nívódíjat, 1984-ben Martialis-monográfiájáért Lénárd Sándor-díjat kapott.

## Művei
- A korszerű orosznyelv-oktatásért. Az I. Országos Orosznyelv-oktatási Konferencia anyaga; szerk. Adamik Tamás; Tankönyvkiadó, Budapest, 1968
- Móritz György–Csengery Zoltánné: Olasz nyelvkönyv. A gimnáziumok IV. osztálya számára; szerk. Adamik Tamás; Tankönyvkiadó, Budapest, 1968
- Móritz György: Olasz társalgás; szerk. Adamik Tamás; Tankönyvkiadó, Budapest, 1969 (Tanuljunk nyelveket!)
- Hlavács József–Rhédey Györgyné: Orosz nyelvkönyv 6. Az általános iskola 6. osztálya számára; szerk. Adamik Tamás; Tankönyvkiadó, Budapest, 1971
- Catullus versei. Catulli Veronensis liber (egyetemi tankönyv, kritikai kiadás); sajtó alá rend., jegyz. Adamik Tamás; Tankönyvkiadó, Budapest, 1971 (Auctores Latini, 15.)
- Herczeg Gyula, Kotzián Tamás: Képes olasz nyelvkönyv gyermekeknek 1.; szerk. Miseje Attiláné, Adamik Tamás; Tankönyvkiadó, Budapest, 1972
- Tanári kézikönyv az orosz nyelv tanításához a 6. osztályban; Tankönyvkiadó, Budapest, 1972
- Kosaras István: Orosz nyelvtan. A középiskolák számára; szerk. Adamik Tamás; Tankönyvkiadó, Budapest, 1972
- Banó István–Nagy Ferenc–Waczulik Margit: Latin nyelvkönyv; szerk. Adamik Tamás; Tankönyvkiadó, Budapest, 1973 (Tanuljunk nyelveket!)
- Latin költészet. Kézirat gyanánt; szerk. Adamik Tamás, B. Révész Mária; ELTE, Budapest, 1974 (Klasszika-filológiai tanulmányok, 1.)
- Latin prózaírók; szerk. Adamik Tamás, B. Révész Mária; ELTE, Budapest, 1976 (Klasszika-filológiai tanulmányok, 2.)
- Martialis és költészete; Akadémiai, Budapest, 1979 (Apollo könyvtár, 10.)
- Vergilius: Aeneis I-VI. (egyetemi segédkönyv); szöveggond. Adamik Tamás, bev. Adamik Tamás, Bollók János, jegyz. Adamik Tamás, B. Révész Mária, Bollók János; Tankönyvkiadó, Budapest, 1987 (Auctores Latini, 21.)
- Ammianus Marcellinus: Róma története; ford. Szepesy Gyula, jegyz., utószó Adamik Tamás; Európa, Budapest, 1993
- Római irodalom az archaikus korban; Seneca, Pécs, 1993 (Seneca könyvek)
- Római irodalom az aranykorban; Seneca, Pécs, 1994 (Seneca könyvek)
- Római irodalom az ezüstkorban; Seneca, Pécs, 1994
- N. Horváth Margit–Nagy Ferenc: Latin nyelvkönyv I.; szerk. Adamik Tamás; Nemzeti Tankönyvkiadó, Budapest, 1995
- Római irodalom a késő császárkorban; Seneca, Budapest, 1996 Pécs (Seneca könyvek)
- Catullus versei. Catulli Veronensis liber; 3. jav. kiad.; szöveggond., bev., jegyz. Adamik Tamás; Nemzeti Tankönyvkiadó, Budapest, 1998 (Auctores Latini, 15.)
- Antik stíluselméletek Gorgiastól Augustinusig. Stílus, kritika, értelmezés; Seneca, Budapest, 1998 (Seneca könyvek)
- Vergilius: Aeneis I-VI.; 2. jav. kiad.; szöveggond. Adamik Tamás, bev. Adamik Tamás, Bollók János, jegyz. Adamik Tamás, B. Révész Mária, Bollók János; Nemzeti Tankönyvkiadó, Budapest, 2001 (Auctores Latini, 21.)
- Hajdu Péter: Claudius Claudianus eposzai; szerk. Adamik Tamás, Eperjessy László; Argumentum, Budapest, 2002 (Apollo Könyvtár, 23.)
- Harmatta János–Rimóczi-Hamar Márta: Horatius, Vergilius és Maecenas. Barátság és hűség Augusztus Rómájában; szerk. Adamik Tamás, Borzsák István; Akadémiai, Budapest, 2003 (Apollo Könyvtár, 20.)
- Adamik Tamás–Aczél Petra–A. Jászó Anna: Retorika; Osiris, Budapest, 2004 (Osiris tankönyvek)
- József Attila: Medáliák című ciklusának szerkezete. Elhangzott a Szent István Társulat régi székházának dísztermében 2005. március 4-én; Szent István Akadémia, Budapest, 2006 (A Szent István Tudományos Akadémia székfoglaló előadásai)
- Római irodalom. A kezdetektől a Nyugatrómai Birodalom bukásáig; Kalligram, Pozsony, 2009
- Retorikai lexikon; szerk. Adamik Tamás, A. Jászó Anna; Kalligram, Pozsony, 2010
- Cicero összes retorikaelméleti művei; szerk. Adamik Tamás; ford. Adamik Tamás, Csehy Zoltán, Gonda Attila, Kisdi Klára, Krupp József, Mezei Mónika, Polgár Anikó, Simon L. Zoltán; Kalligram, Pozsony, 2012
- Sanctissima religio. Vallás- és irodalomtudományi tanulmányok; Szent István Társulat, Budapest, 2012
- Miért írunk verset? Költői est négyesben; Adamik Tamás, Baka Györgyi, B. Tóth Klára, Deák-Sárosi László; Üveghegy, Százhalombatta, 2013
- Latin irodalom a kora középkorban: 6–8. század. Budapest: Kalligram. 2014. ISBN 978-80-8101-821-3
- Irodalmi karácsony. Adamik Tamás, Baka Györgyi, B. Tóth Klára, Deák-Sárosi László és Kasó Tibor szakrális és karácsonyi versei; Üveghegy, Százhalombatta, 2016
- Latin irodalom a Karoling-korban: 8–9. század. Budapest: Kalligram. 2017. ISBN 978-963-468-001-7
- Carmina Rustica. Versek és műfordítások; Üveghegy, Százhalombatta, 2018
- Latin irodalom az átmeneti korban, 9-11. sz. A keresztény Európa kiteljesedése; Kalligram, Budapest, 2020. ISBN 9789634681793
- Latin irodalom az érett középkorban, 12-13. század. A keresztény Európa virágkora; Pest Kalligram, Budapest, 2022
- Carmina Fructifera. Versek és műfordítások; Üveghegy, Százhalombatta, 2023

### Fontosabb műfordítások
- Arisztotelész: Rétorika; ford., jegyz., utószó Adamik Tamás; Gondolat, Budapest, 1982
- L. Caecilius Firmianus Lactantius: Az isteni gondviselésről. A keresztényüldözők halála. Isten művei. Isten haragja; ford., jegyz., utószó Adamik Tamás; Helikon, Budapest, 1985 (Prométheusz könyvek, 6.)
- Cornificius: A C. Herenniusnak ajánlott rétorika. Latinul és magyarul / Cornifici Rhetorica ad C. Herennium; ford., bev., jegyz. Adamik Tamás; Akadémiai, Budapest, 1987 (Görög és latin írók, 18.)
- Szent Jeromos (Hieronymus): "Nehéz az emberi léleknek nem szeretni". A keresztény életről, irodalomról és tudományról; ford., jegyz., utószó Adamik Tamás; Helikon, Budapest, 1991 (Harmonia mundi könyvek)
- A szofista filozófia. Szöveggyűjtemény; összeáll., utószó Steiger Kornél, ford. Adamik Tamás et al.; Atlantisz, Budapest, 1993 (A kútnál)
- Az apostolok csodálatos cselekedetei; ford. Adamik Tamás et al., szerk. Dörömbözi János, utószó Adamik Tamás; Telosz, Budapest, 1996 (Apokrif iratok)
- Csodás evangéliumok; ford. Adamik Tamás et al.; vál., utószó Adamik Tamás, szerk. Dörömbözi János; Telosz, Budapest, 1996 (Apokrif iratok)
- Apokalipszisek; szerk. Dörömbözi János, vál., utószó Adamik Tamás, ford. Adamik Tamás et al.; Telosz, Budapest, 1997 (Apokrif iratok)
- Apokrif levelek; ford. Adamik Tamás et al., vál., utószó Adamik Tamás, szerk. Dörömbözi János; Telosz, Budapest, 1999 (Apokrif iratok)
- Martialis: Válogatott epigrammák. Electa epigrammata; ford. Adamik Tamás et. al., vál., szerk., jegyz., utószó Adamik Tamás; Magyar Könyvklub, Budapest, 2001 (Írók, költők, gondolkodók)
- Cornificius: A szónoki mesterség. A C. Herenniusnak ajánlott retorika; ford., utószó, jegyz. Adamik Tamás; Magyar Könyvklub, Budapest, 2001
- Lysias beszédei; ford. Adamik Tamás, Agócs Péter, Horváth László, Ittzés Máté; Osiris–Balassi, Budapest, 2003 (Sapientia Humana)
- Ioannes Saresberiensis (Salisburyi János): Metalogicon; ford., jegyz. Adamik Tamás; Szent István Társulat, Budapest, 2003 (Középkori keresztény írók, 4.)
- Szent Jeromos: Levelek; szerk. Takács László, ford. Adamik Tamás, Puskely Mária, Takács László; Szenzár, Budapest, 2005
- Quintilianus: Szónoklattan; szerk., jegyz. Adamik Tamás, ford. Adamik Tamás, Csehy Zoltán, Gonda Attila, Kopeczky Rita, Krupp József, Polgár Anikó, Simon L. Zoltán, Tordai Éva; Kalligram, Pozsony, 2008

## Díjai
- A Gondolat Kiadó műfordítói nívódíja (1982)
- Lénárd Sándor-díj (1984)
- Marót Károly-díj (1996)
- Apáczai Csere János-díj (2001)
- A Magyar Érdemrend középkeresztje (2012)
- Stephanus-díj (2013)